# Henry Watson Fowler
Henry Watson Fowler, född 10 mars 1858, död 26 december 1933, var en engelsk rektor, lexikograf och kommentator om engelskt språkbruk. Han är känd för såväl  A Dictionary of Modern English Usage ("Ordbok över modernt engelskt språkbruk") som för sitt arbete på lexikonet "Concise Oxford Dictionary", och han beskrevs av tidningen The Times som "ett lexikografiskt geni". [källa behövs]